# Campeonato de Wimbledon 1902
La edición 26.º del Campeonato de Wimbledon se celebró entre el 23 de junio y el 2 de julio de 1902 en las pistas del All England Lawn Tennis and Croquet Club de Wimbledon, Londres, Inglaterra.
El cuadro individual masculino lo iniciaron 42 jugadores mientras que el femenino lo iniciaron 22 tenistas.

## Hechos destacados
En la competición individual masculina se impuso el británico Lawrence Doherty logrando el primer título que obtendría en el torneo al imponerse en la final al británico Arthur Gore.
En la competición individual femenina la victoria fue para la británica Muriel Robb logrando el único título que obtendría en Wimbledon al imponerse a la británica Charlotte Cooper.

## Palmarés
| Seniors              | Vencedor                   | Resultado                | Finalista                       | Finalista |
| -------------------- | -------------------------- | ------------------------ | ------------------------------- | --------- |
| Individual masculino | Lawrence Doherty           | 6–4, 6–3, 3–6, 6–0       | Arthur Gore                     |           |
| Individual femenino  | Muriel Robb                | 7–5, 6–1                 | Charlotte Cooper Sterry         |           |
| Dobles masculino     | Sydney Smith Frank Riseley | 4–6, 8–6, 6–3, 4–6, 11–9 | Reginald Doherty Laurie Doherty |           |

## Cuadros Finales

### Torneo individual  femenino
| Predecesor: 1901                                       | Campeonato de Wimbledon 1902 | Sucesor: 1903                                       |
| Predecesor: Campeonato nacional de Estados Unidos 1901 | Grand Slam 1902              | Sucesor: Campeonato nacional de Estados Unidos 1902 |

- Datos: Q2121902